# Ле-Сентер (Міннесота)
Ле-Сентер (англ. Le Center) — місто (англ. city) в США, в окрузі Ле-Сюер штату Міннесота. Населення — 2517 осіб (2020).

## Географія
Ле-Сентер розташований за координатами 44°23′10″ пн. ш. 93°43′56″ зх. д. / 44.38611° пн. ш. 93.73222° зх. д. (44.386099, -93.732174).  За даними Бюро перепису населення США в 2010 році місто мало площу 3,91 км², уся площа — суходіл. В 2017 році площа становила 4,35 км², уся площа — суходіл.

### Клімат
| Клімат : Ле-Сентер           | Клімат : Ле-Сентер | Клімат : Ле-Сентер | Клімат : Ле-Сентер | Клімат : Ле-Сентер | Клімат : Ле-Сентер | Клімат : Ле-Сентер | Клімат : Ле-Сентер | Клімат : Ле-Сентер | Клімат : Ле-Сентер | Клімат : Ле-Сентер | Клімат : Ле-Сентер | Клімат : Ле-Сентер | Клімат : Ле-Сентер |
| Показник                     | Січ.               | Лют.               | Бер.               | Квіт.              | Трав.              | Черв.              | Лип.               | Серп.              | Вер.               | Жовт.              | Лист.              | Груд.              | Рік                |
| Абсолютний максимум, °C      | 15,6               | 17,8               | 28,9               | 34,4               | 37,2               | 40,0               | 40,6               | 38,9               | 36,7               | 33,3               | 27,2               | 20,6               | 40,6               |
| Середній максимум, °C        | −5                 | −1,7               | 5,0                | 14,4               | 21,7               | 26,7               | 28,9               | 27,2               | 22,8               | 16,1               | 5,0                | −2,8               | 13,3               |
| Середній мінімум, °C         | −16,7              | −13,3              | −6,1               | 0,6                | 8,3                | 13,9               | 16,1               | 15,0               | 8,9                | 2,2                | −5                 | −12,8              | 1,0                |
| Абсолютний мінімум, °C       | −38,9              | −36,7              | −33,9              | −15,6              | −6,1               | 2,8                | 4,4                | 2,2                | −3,9               | −12,8              | −26,1              | −35,6              | −38,9              |
| ---------------------------- | ------------------ | ------------------ | ------------------ | ------------------ | ------------------ | ------------------ | ------------------ | ------------------ | ------------------ | ------------------ | ------------------ | ------------------ | ------------------ |
| Джерело: The Weather Channel |                    |                    |                    |                    |                    |                    |                    |                    |                    |                    |                    |                    |                    |

## Демографія
Згідно з переписом 2010 року, у місті мешкало 2499 осіб у 915 домогосподарствах у складі 629 родин. Густота населення становила 639 осіб/км².  Було 971 помешкання (248/км²).
Расовий склад населення:
| - 89,2 % — білих - 1,4 % — азіатів - 0,2 % — корінних американців - 0,2 % — чорних або афроамериканців - 8,4 % — осіб інших рас |

До двох чи більше рас належало 0,5 %. Частка іспаномовних становила 21,0 % від усіх жителів.
За віковим діапазоном населення розподілялося таким чином: 28,5 % — особи молодші 18 років, 58,9 % — особи у віці 18—64 років, 12,6 % — особи у віці 65 років та старші. Медіана віку мешканця становила 32,8 року. На 100 осіб жіночої статі у місті припадало 103,5 чоловіків;  на 100 жінок у віці від 18 років та старших — 100,1 чоловіків також старших 18 років.
Середній дохід на одне домашнє господарство  становив 54 856 доларів США (медіана — 48 871), а середній дохід на одну сім'ю — 65 517 доларів (медіана — 58 750). Медіана доходів становила 44 231 долар для чоловіків та 36 923 долари для жінок. За межею бідності перебувало 15,2 % осіб, у тому числі 17,2 % дітей у віці до 18 років та 20,3 % осіб у віці 65 років та старших.
Цивільне працевлаштоване населення становило 1114 особи. Основні галузі зайнятості: виробництво — 26,9 %, освіта, охорона здоров'я та соціальна допомога — 20,5 %, будівництво — 7,4 %, сільське господарство, лісництво, риболовля — 6,9 %.